# Nikołaj Mołotkow
Nikołaj Matwiejewicz Mołotkow, ros. Николай Матвеевич Молотков (ur. 26 sierpnia?/8 września 1900 w Saratowie, zm. 9 lipca 1973) – radziecki generał major (od 1943 roku).

## Życiorys
Rosjanin pochodzenia robotniczego. W Armii Czerwonej od 1919 roku. Członek WKP(b) od 1926 roku. Uczestnik walk rosyjskiej wojny domowej na froncie wschodnim. Wykładowca, komendant kursów wywiadu przy Zarządzie Wywiadu Sztabu Armii Czerwonej w latach 1931–1933. W dyspozycji wywiadu, zastępca szefa oddziału, szef oddziału Zarządu Wywiadu w latach 1934–1937. Szef Wydziału Wywiadu Sztabu Generalnego przy Białoruskim Okręgu Wojskowym w latach 1937–1939.
Uczestnik wojny radziecko-niemieckiej. Latem 1943 skierowany do nadzoru 1 Polskiej Dywizji Piechoty im. Tadeusza Kościuszki. Szef radzieckiej misji wojskowej w Czechosłowacji w 1945 roku.
Odznaczony Orderem Lenina, trzema orderami Czerwonego Sztandaru, Orderem Bohdana Chmielnickiego, Orderem Czerwonej Gwiazdy.